# 862
862 (DCCCLXII) var ett normalår som började en torsdag i den julianska kalendern.

## Händelser

### Okänt datum
- Sveahövdingen Rurik och hans bröder grundlägger Ryssland, där Novgorod blir rikets huvudstad.
- Efter Donald I:s död efterträds han som kung av Skottland av sin brorson Konstantin I.

## Födda
- Yunmen Wenyan, kinesisk chanbuddhist.

## Avlidna
- 13 april – Donald I, kung av Skottland sedan 858.
- 27 november – Máel Sechnaill mac Máele Ruanaid, storkonung av Irland sedan 846.